# Камкін Олексій Дмитрович
Камкін Олексій Дмитрович (15 жовтня 1952) — російський академічний веслувальник.
Срібний призер Олімпійських Ігор 1980 року в складі розпашної четвірки без стернового.
Чемпіон світу 1981 року в складі розпашної четвірки без стернового, срібний призер 1982 року в складі розпашної четвірки без стернового.